# مدل برون‌زاد خودوایاز غیرخطی
در مدل‌سازی سری‌های زمانی، مدل برون‌زاد خودوایاز غیرخطی (به انگلیسی: nonlinear autoregressive exogenous model) (NARX) یک مدل خودوایاز غیرخطی است که دارای ورودی‌های برون‌زاد است. این بدان معناست که مدل مقدار فعلی یک سری زمانی را مربوط می‌کند به هر دو:
- مقادیر گذشته از همان سری؛ و
- مقادیر فعلی و گذشته سری راه‌اندازی (برون‌زاد) - یعنی سری‌های معین بیرونی که بر سری موردنظر تأثیر می‌گذارد.

علاوه بر این، مدل حاوی یک عبارت خطا است که به این واقعیت مربوط می‌شود که دانستن سایر جملات نمی‌تواند مقدار فعلی سری زمانی را به‌طور دقیق پیش‌بینی کند.
چنین مدلی را می‌توان به صورت جبری به صورت زیر بیان کرد
{\displaystyle y_{t}=F(y_{t-1},y_{t-2},y_{t-3},\ldots ,u_{t},u_{t-1},u_{t-2},u_{t-3},\ldots )+\varepsilon _{t}}
تابع F برخی از تابع غیرخطی مانند چند جمله ای است. F می‌تواند یک شبکه عصبی، یک شبکه موجک، یک شبکه سیگموئید و غیره باشد. برای آزمایش غیرخطی بودن در یک سری زمانی، می‌توان از تست بی‌دی‌اس (آزمون Brock-Dechert-Scheinkman) که برای اقتصادسنجی تهیه‌شده‌است، استفاده کرد.